# Valerius Geist

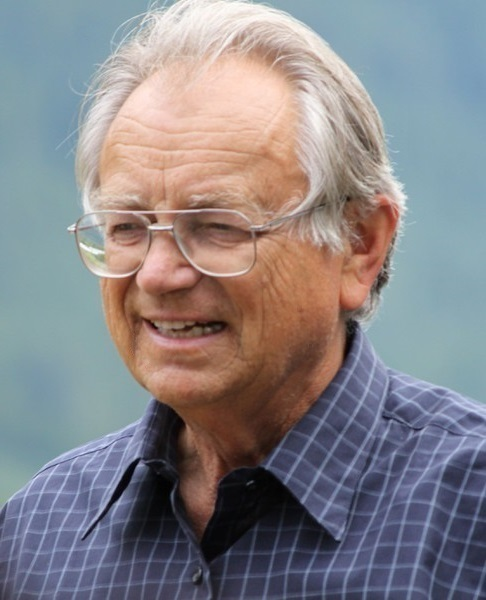
Valerius Geist im Jahr 2011

Valerius Geist (* 2. Februar 1938 in Nikolajew, UdSSR; † 6. Juli 2021 in British Columbia, Kanada) war ein deutsch-kanadischer Biologe und emeritierter Professor der Umweltwissenschaften an der University of Calgary in Alberta, Kanada.

## Leben
Valerius Geist wurde 1938 geboren in Nikolajew im Küstengebiet des Schwarzen Meeres, die Stadt gehörte damals zur Ukrainischen Sozialistischen Sowjetrepublik. Seine Mutter Olga Geist und sein Vater Alexej Antonowich Shutov waren beide Schiffbauingenieure; im Zweiten Weltkrieg wurde sein Vater nach Murmansk versetzt. 1943 kamen Olga Geist und ihr Sohn Valerius als Flüchtlinge nach Wieselburg in Österreich. Dort wurde er auf den Familiennamen der Mutter umbenannt. Danach wurden beide in Flüchtlingslager nach Waldenburg in Schlesien und danach in den Böhmerwald umgesiedelt. Von dort flohen sie nach Marburg. Hier erhielten sie die deutsche Staatsbürgerschaft. Im Oktober 1953 wanderten beide nach Kanada aus. Noch vor seiner Universitätszeit trat Geist einem kanadischen Infanterie-Regiment als Reservist bei, den The Royal Regina Rifles, die in Regina (Saskatchewan) stationiert waren. Die kanadische Staatsbürgerschaft erhielt Geist 1960.
Aus Fulda stammte seine Ehefrau Renate Geist, geborene Brall (1937–2014), die er 1957 an der Universität in Vancouver kennenlernte. Sie heirateten am 20. Mai 1961. Beider Lebensmittelpunkt wurde Vancouver Island, British Columbia. Renate Geist war Biologin und Bakteriologin sowie Lehrerin und berufliche Übersetzerin, die u. a. die Bände 3 und 10 der Enzyklopädie Grzimeks Tierleben in das Englische übersetzte. Aus der Ehe gibt es drei erwachsene Kinder.

## Ausbildung und Werdegang
Geist legte 1957 sein Abitur am damaligen Central Collegiate Institute in Regina ab, im gleichen Jahr begann er sein Zoologiestudium an der University of British Columbia in Vancouver. Hier erwarb er 1960 auch seinen Studien-Abschluss zum B.Sc. auf dem Gebiet der Zoologie. 1961 ging er mit seiner Ehefrau in den Nordosten von British Columbia, in das nordwärts bis zum Yukon Territory reichende Gebiet der Tahltan Indianer, um Bergschafe, Dall-Schafe und Schneeziegen zu studieren. Valerius Geist blieb dort zwei Jahre, während seine Frau wegen ihrer Schwangerschaft nach Port Alberni zurückging. Seine dortige Erforschung des Verhaltens und der Entwicklung der kanadischen Bergschafe wurden Inhalt seiner 1966 abgeschlossenen Dissertation zum Ph.D über Verhalten und Evolution amerikanischer Bergschafe an der Zoologischen Fakultät der Universität British Columbia.
Von 1967 bis 1968 erhielt Geist eine Stelle als Postdoktorand in Seewiesen am Max-Planck-Institut für Verhaltensphysiologie bei dem Ethologen Konrad Lorenz, der von 1962 bis 1973 Direktor dieses Institutes war. Geists fachliche Schwerpunkte innerhalb der Biologie waren Verhaltensbiologie und soziale Dynamik großer Säugetiere in Nordamerika, insbesondere die Evolution und das Verhalten von Paarhufern und Studien zu Caniden.
Seit 1977 übte Geist als Gründungsmitglied und erster Direktor des Programms Umweltwissenschaften in der Fakultät Umweltgestaltung eine Lehrtätigkeit an der Universität Calgary aus.

## Ehrenamtliche Arbeit
Geist war aktives Mitglied im Boone and Crockett Club, einer nach Daniel Boone und Davy Crockett benannten amerikanischen gemeinnützigen Organisation, die sich für eine faire Jagd (Waidgerechtigkeit) zur Unterstützung des Lebensraumschutzes einsetzt, und im Internationalen Rat zur Erhaltung der Jagd und des Wildes.

## Über Wölfe
Geist erforschte in erster Linie Pflanzenfresser, und das zu einer Zeit als Wölfe in Nordamerika nur noch im Norden verbreitet waren und dort durch Bejagung scheu gehalten wurden. Aus Europa waren sie bereits früher weitgehend verdrängt worden. Dies änderte sich nachdem sie unter Schutz gestellt wurden, sich vermehrten, sich verbreiteten und in die Nähe der Menschen vordrangen. Geist verfügte zunächst über wenig wissenschaftliche Forschungserfahrung zum Wolf, widmete sich aber später speziell der Erforschung von Wölfen, die er als hinter der Erforschung von Kojoten zurückgeblieben erkannte (vgl. Geist (2007): "When do wolves become dangerous to humans?") und publizierte mehrfach zum Thema Wölfe (vgl. Geist/Graves (2007): "Wolves in Russia", Geist (2019): "Gray wolves and the black side of the "Nature knows best" dogma", Geist (2020): "Wolves at bay!" uam.). Als Bewohner von Vancouver Island mussten Geist und seine Frau sich gegen Raubtiere wehren, er erlegte mehrere Wölfe. 
Valerius Geist beschreibt eine Skala mit sieben klar erkennbaren Stufen, wenn Wölfe lernen, Menschen als Beute zu erkennen und schließlich Menschen anzugreifen: „Seven stages of habituation“, sieben Stufen der Gewöhnung oder auch sieben Schritte bis zu Eskalation:
1. Die ersten Anzeichen sind Rehe, Hirsche und andere Beutetiere, die sich vermehrt in Dörfern oder Städten aufhalten, vor dem Wolf fliehen, aus dem Wald in die Stadt
2. In der zweiten Phase nähern sich Wölfe menschlichen Behausungen vor allem nachts. Das sei unter anderem an unruhig bellenden Hunden oder Wolfsgeheul erkennbar. Sie beobachten die Menschen und lernen schnell, wie weit sie gehen können.
3. Stufe drei beginnt laut Valerius Geist dann, wenn sich die Wölfe auch tagsüber zeigen.
4. In Phase vier sind die Wölfe laut Valerius Geist nicht mehr zu übersehen. Sie greifen Hunde und kleine Nutztiere sogar tagsüber an, selbst wenn diese sich in unmittelbarer Nähe von Häusern befinden. Sie kommen auf Terrassen und in Gärten.
5. In Stufe fünf steigern sich Angriffe auf Nutztiere: In dieser Phase werden zum Beispiel Reiter umkreist und verfolgt oder größere Nutztiere wie Rinder verletzt. Sie werden mit abgerissenen Ohren, halbierten Schwänzen oder verstümmelten Eutern und Genitalien vorgefunden.
6. Etappe sechs ist erreicht, wenn Wölfe sich scheinbar zahm in unmittelbarer Nähe der Menschen aufhalten. Sie stupsen Spaziergänger mit der Nase an, zupfen an der Kleidung oder kneifen auch mal in den Arm. Durch Schreien und Fuchteln lassen sie sich zwar vertreiben, sie flüchten aber nicht weit. Alles wirkt spielerisch. In Wirklichkeit beginnen sie gerade, den Menschen als Beute zu entdecken und testen, wie er sich bei Angriffen verhält.
7. Bei Stufe sieben ist nach Ansicht von Valerius Geist der Höhepunkt der Eskalation erreicht. Jetzt haben die Wölfe ihre Scheu vor dem Menschen endgültig verloren. Zwar sind sie noch etwas ungeschickt, gegen einen einzelnen Wolf mag sich ein Mensch noch verteidigen können, aber gegen ein ganzes Rudel dürfte selbst ein bewaffneter Mann keine Chance haben.

## Ehrungen (Auswahl)
- 2003: Elk Foundation’s Olaus Murie Award.
- 2004: Wilderness Defenders Award, verliehen von der Alberta Wilderness Association.[14]
- 1972: Buch des Jahres, The Wildlife Society, in Anerkennung der Bergschafe.
- 1979: Achievement Award, Stiftung für nordamerikanische Wildschafe, 24. Februar, Minneapolis.
- 1980: Group Achievement Award der Wildlife Society für Big Game of North America.
- 1985: Wahl zum Fellow der American Association for the Advancement of Science.
- 1994: Auszeichnung des Animal Care Committee durch den Canadian Council on Animal Care.
- 1995: Dekans-Preis, Fakultät für Umweltdesign, Universität von Calgary.
- 1995: Peggy Thompson Publication Award der Alberta Society of Professional Biologists für Wildlife Conservation Policy.
- 1997: Buffalo Nation, Erster Platz des 1997 "Best Nature / Environment Book" der Mid-America Publishers Association.
- 1999: Literaturpreis des Conseil International de la Chasse, Paris, für Hirsche der Welt.
- 2000: Der William Rowan Distinguished Service Award - Kapitel Alberta der Wildlife Society.
- 2004: Olaus Murie Award - Rocky Mountains Elk Foundation.
- 2004: Alberta Wilderness Defenders Award - Alberta Wilderness Association, Calgary.
- 2011: OL 25: Von Outdoor Life als eine von 25 Personen benannt, die führend in den Bereichen Jagd, Fischerei und Naturschutz sind.

## Publikationen

### Buchveröffentlichungen
- Valerius Geist, Dale E. Toweill: Living on the Edge – The Mountains Goat’s World. Boone and Crockett – Falcon Pr 2013. ISBN 978-0-940864-65-8
- Valerius Geist: Life Strategies, Human Evolution, Environmental Design: Toward a Biological Theory of Health. Springer Verlag 1978, Neuauflage 2011. ISBN 978-1-4612-6327-2
- Valerius Geist; Will N. Graves: Wolves in Russia - Anxiety Through the Ages Detselig Enterprises 2007. ISBN 978-1-55059-332-7
- Devra G. Gleiman (Hrsg.), Valerius Geist (Hrsg.), Melissa C. McDade (Hrsg.), Joseph E. Trumpey (Illustrator): Grzimek’s Animal Life Encyclopedia: Mammals. Gale 2003. ISBN 978-0-7876-5788-8.
- Valerius Geist: Mountain Sheep and Man in the Northern Wilds. Blackburn Pr. 2002. ISBN 978-1-930665-47-7
- Valerius Geist: Whitetail Tracks: The Deer’s History and Impact in North America by Valerius Geist, Krause Publications 2001.
- Valerius Geist, Michael H. Francis (Fotograf): Moose: Behavior, Ecology, Conservation. Voyager Press Inc. U.S. 1999 ISBN 978-1-55059-332-7
- Dale E. Toweill, Valerius Geist, Ken Carlson: Return of Loyality – Wild Sheep of North America. Boone and Crockett Club 1999. ISBN 978-0-940864-33-7
- Valerius Geist: Deer of the World: Their Evolution, Behaviour, and Ecology. Stackpole Books 1998. ISBN 978-0-8117-0496-0
- Valerius Geist: Records of North American Caribu and Moose. Boone and Crockett Club 1997.
- Valerius Geist: Buffalo Nation: History and Legend of the North American Bison. Voyageur Press 1996. ISBN 978-0-89658-313-9
- Bruce L. Smith, Daniel A. Pedrotti, Valerius Geist, Bart W. O’Gara, Jack Reneau, Hayden Lambson, Ruby W. Dahl, Susan Reneau: Records of North American Sheep, Rocky Mountain Goats and Pronghorn. Boone and Crockett Club 1996. ISBN 978-0-940864-28-3
- Ian McTaggart-Cowan, Valerius Geist: Wildlife Conservation Policy. Brush Education 1995. ISBN 978-1-55059-114-9
- Rick Riewe; E. Fred Roots, Andrew L. Hamilton, M. Hussein Sadar, John McEwen, Valerius Geist: The Role of Science in Environmental Impacts Assessment: Workshop Proceedings (Occasional Publications Series). CCI Press 1994. ISBN 978-0-919058-88-0
- Valerius Geist, Michael H. Francis (Fotograf): Wild Sheep Country. Northword Press 1993, ISBN 978-1-55971-212-5
- Valerius Geist, Michael H. Francis: Elk Country (Wildlife Country), Northword Press 1991. ISBN 978-1-55971-128-9
- Valerius Geist; Michael H. Francis (Fotograf): Antelope Country: Pronghorns – The Last Americans, Krause Publications 2001, ISBN 978-0-87349-279-9
- Valerius Geist, Michael H. Francis: Mule Deer Country. Northword Pr 1990. ISBN 978-1-55971-076-3
- Michael Hutchin, Valerius Geist: Behavioural Considerations in the Management of Mountain-Dwelling Ungulates. Mountain Res and Devel 1987.
- Valerius Geist: Mountain Sheep and Man in the Northern Wilds. Conell University Press 1975. Neuauflage: The Blackburn Press 2002. ISBN 978-1-930665-47-7
- Valerius Geist: Mountain Sheep: A Study in Behavior and Evolution. Wildlife Behavior and Ecology. University of Chicago Press 1972. ISBN 978-0-226-28572-6

### Schriften
- Valerius Geist, Fritz Walther: The Behaviour of Ungulates and its relation to management. IUCN Publications new series No. 24, 1974.
- Wolf Report from biologist Valerius Geist (2006) (online)
- Valerius Geist (2007): Wann werden Wölfe gefährlich für den Menschen? (online)
- Valerius Geist (2007): When do wolves become dangerous to humans? (PDF, https://www.ruralpini.it/file/Valarius%20Geist-Carnegie-2%20part%20article.pdf)
- Valerius Geist (2007): Statement by Valerius Geist pertaining to the death of Kenton Carnegie - Circumstances leading to wolf attacks on people (PDF)
- Valerius Geist (2009): Wolves – When Ignorance Is Bliss (online)
- Valerius Geist (2010): Comments on the report “Ensuring a Future for Canada’s Grizzly Bears” (Digitalisat)
- Rebuttal: Dr. Valerius Geist Responds To Newsweek Article On Trophy Hunting (2010) (online)
- Valerius Geist: Wolves on Vancouver Island (Digitalisat)
- Valerius Geist: Lassen sich Großraubtiere in bewohnter Kulturlandschaft halten? In: Beiträge zur Jagd- und Wildforschung Band 39, 2014 (Digitalisat)
- Valerius Geist: Human Use of Wildlife and Landscapes in pre – Contact Southern North America, as Recorded by Álvar Núñez Cabeza de Vaca 1527–1536. Beiträge zur Jagd- und Wildforschung 43, 397–406. 2018
- Valerius Geist: Gray wolves and the black side of the "Nature knows best" dogma, or how hands-on management is vital to high biodiversity, productivity and a humane treatment of wildlife. In: Beiträge zur Jagd- & Wildforschung, Band 44, 2019, Seite 65–71 (PDF)
- Valerius Geist, Leonid Baskin: Predator pits or biological deserts in Siberia and North America 2019
- Valerius Geist: The Mammoth Steppe in Relation to the Fate of Modern Humans and Neanderthals.[15]
- Valerius Geist: Der Löwenmensch von Ulm: wie Raubtiere als Werkzeuge für menschliche Ziele und Wünsche schon zu Urzeiten verwendet wurden. Beiträge zur Jagd und Wildforschung 45, 2020
- Valerius Geist: Wolves at bay! The Lion-man and 40,000 years of wildlife management. Saevus März–Mai 2020, Seite 90–97